# Predikstol

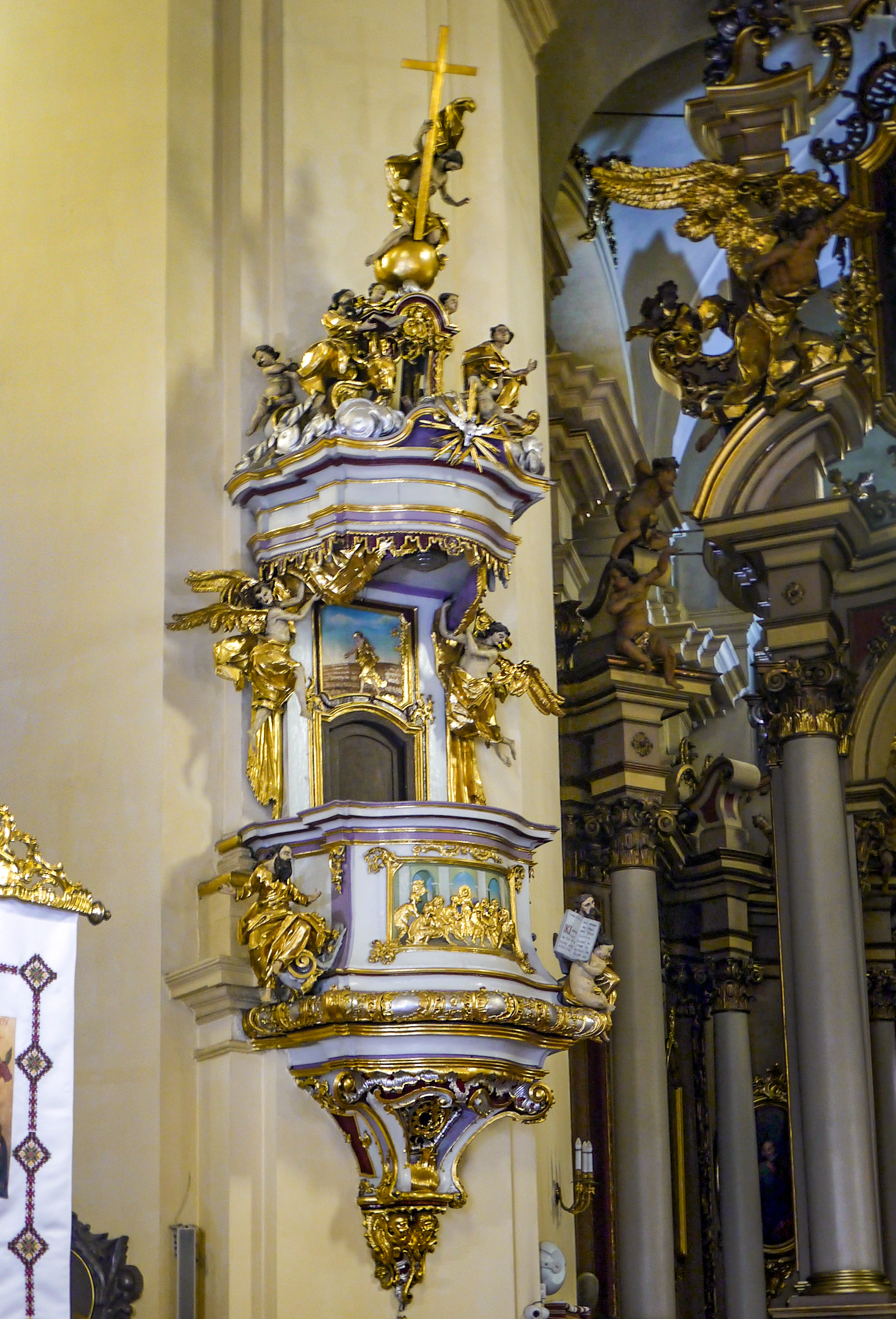
Predikstolen i Sankt Görans katedral i Lviv, Ukraina.

Predikstol är en upphöjd plats i kyrkobyggnader och moskéer varifrån Guds ord förkunnas och predikan hålls.

## Kyrkor
Predikstolen övertog successivt den funktion som ambon tidigare haft. Från och med reformationen lades större tonvikt vid prästens predikan. Enligt en svensk förordning från 1500-talet skulle en predikan vara ungefär en timme lång. Den kunde från början placeras i princip var som helst i det främre kyrkorummet – den fick helt enkelt förläggas där det fanns utrymme: på en vägg, eller pelare. Under 1600-talet utsmyckades predikstolarna generöst i enlighet med barockens smak och försågs med en lika dekorerad baldakin, ett ljudtak).
Från början placerades de oftast vid kyrkorummets södra vägg nära gränsen till koret. Under 1700-talet, när man lärt sig att göra större glasrutor, ersattes de små medeltida gluggarna av större fönster, även på norrsidan – många medeltida väggmålningar gick för övrigt därmed förlorade. Då flyttades i regel predikstolarna till den norra sidan. Skälet var att sakristian låg på norrsidan, så det blev enklare för prästen att förflytta sig mellan platserna. Under en period blev altarpredikstolar relativt vanliga.
I moderna kyrkor är predikstolen vanligen inkomponerad i arkitekturen. Den ersätts ofta av en ambo, som numera även brukas i äldre kyrkorum.

## Moskéer
I en moské är predikstolen placerad till höger om nischen i väggen som vetter mot Mecka.

## Bilder

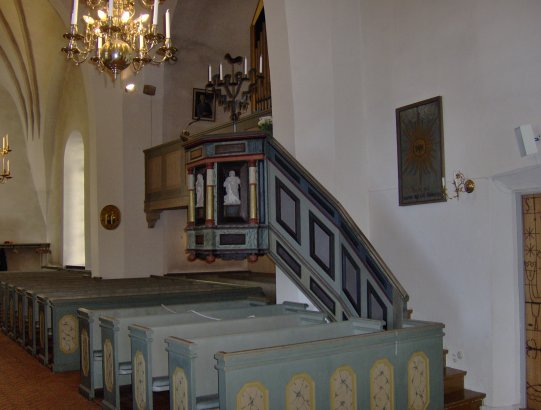
Predikstolen i Malungs kyrka.
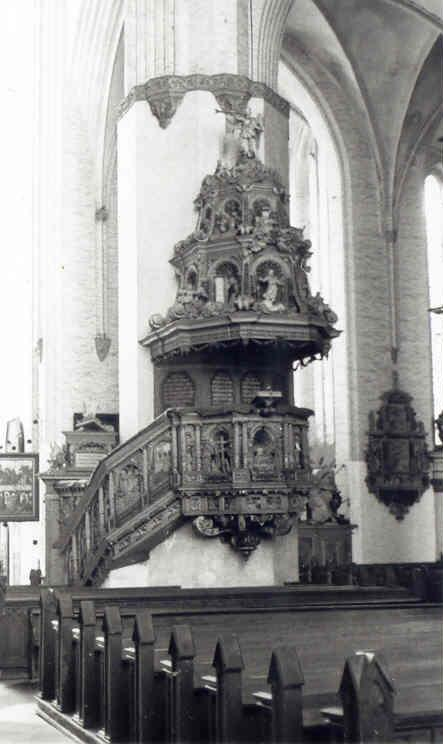
Predikstol från 1570-talet, i Mariakyrkan i Rostock.
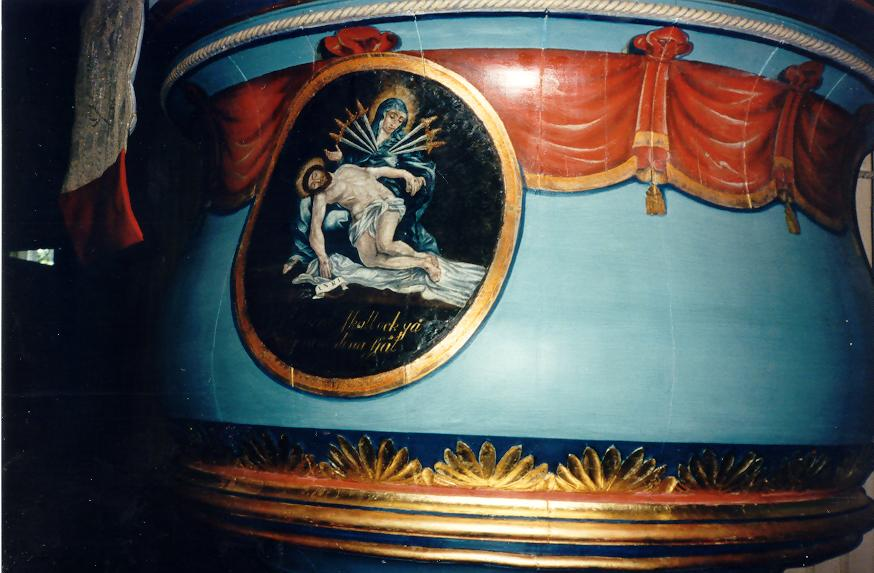
Detalj från en predikstol byggd 1812 i Bötoms kyrka, oljemålningen tillkom 1828.
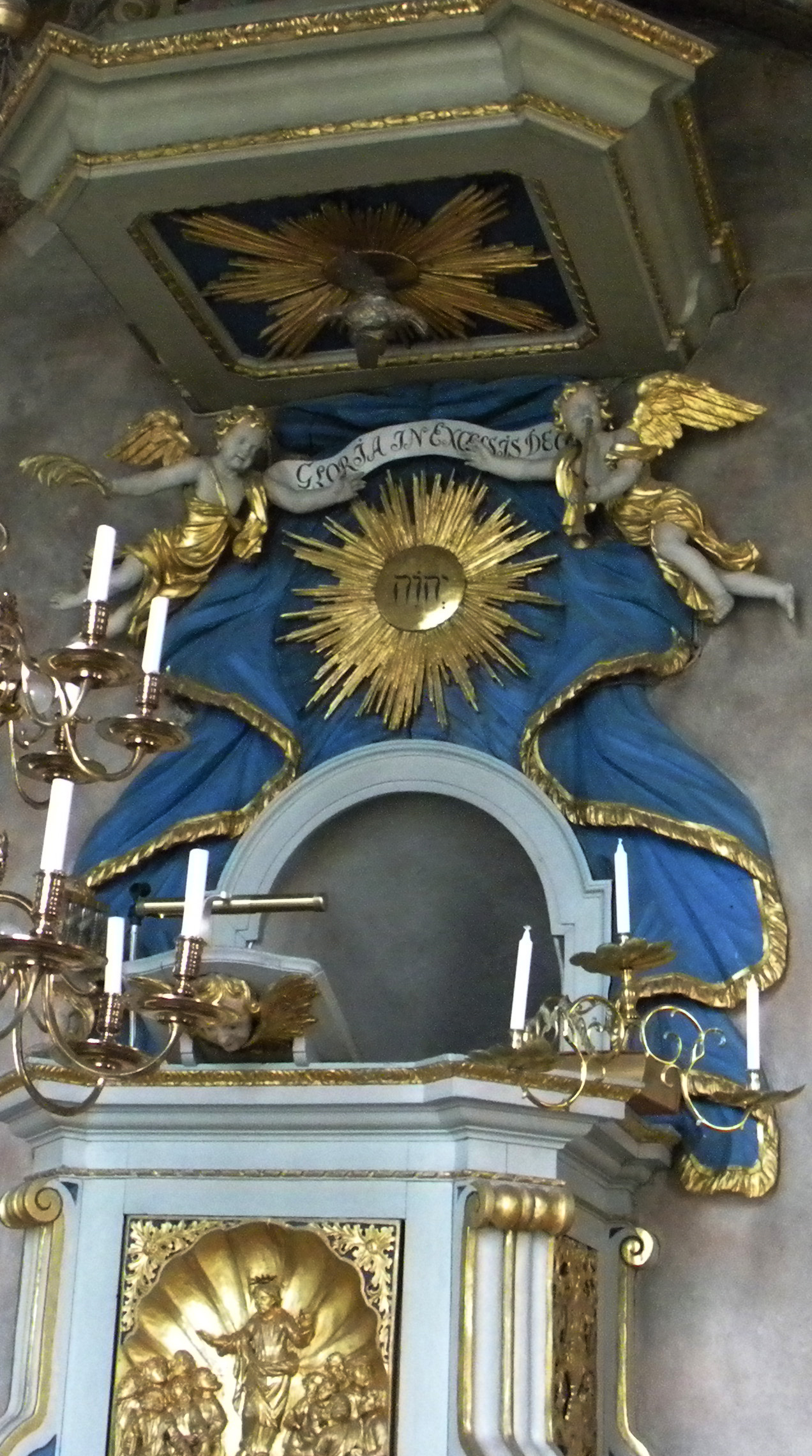
Predikstol i Njutångers kyrka.